# Das Hüttlinger

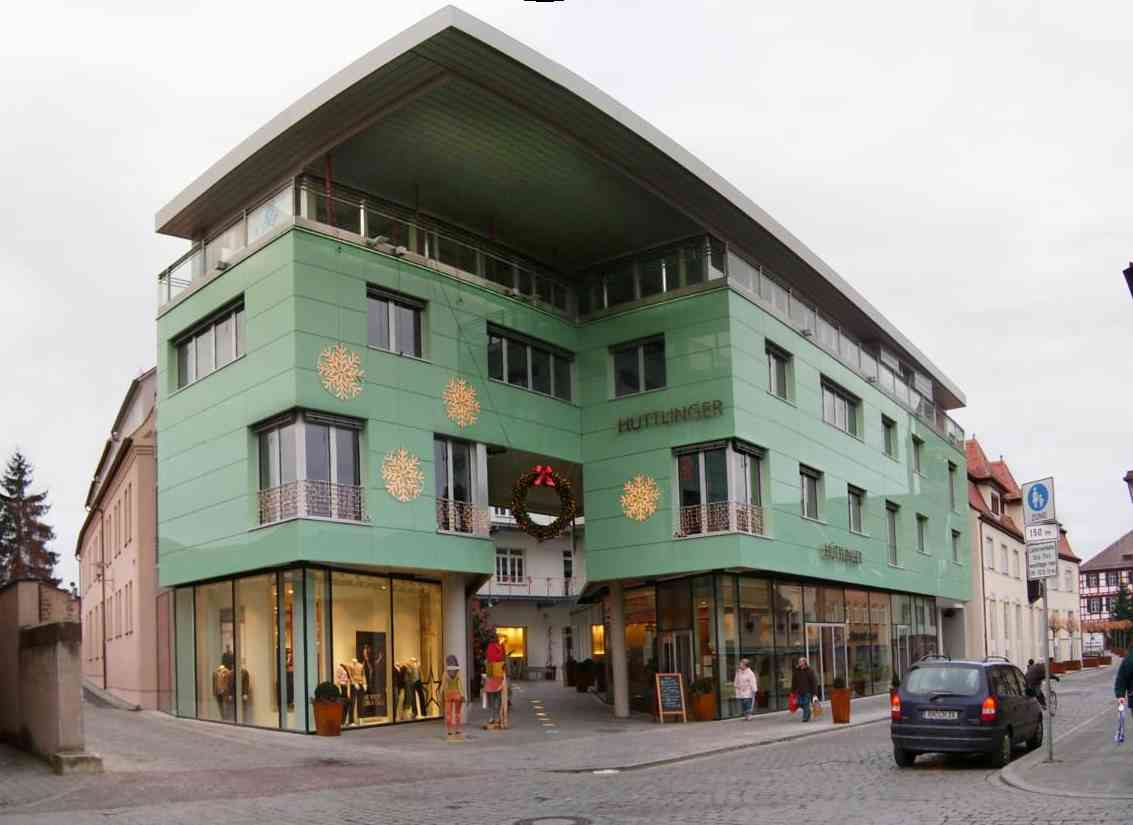
Das Hüttlinger – Neubau in der Rathausgasse, 2007

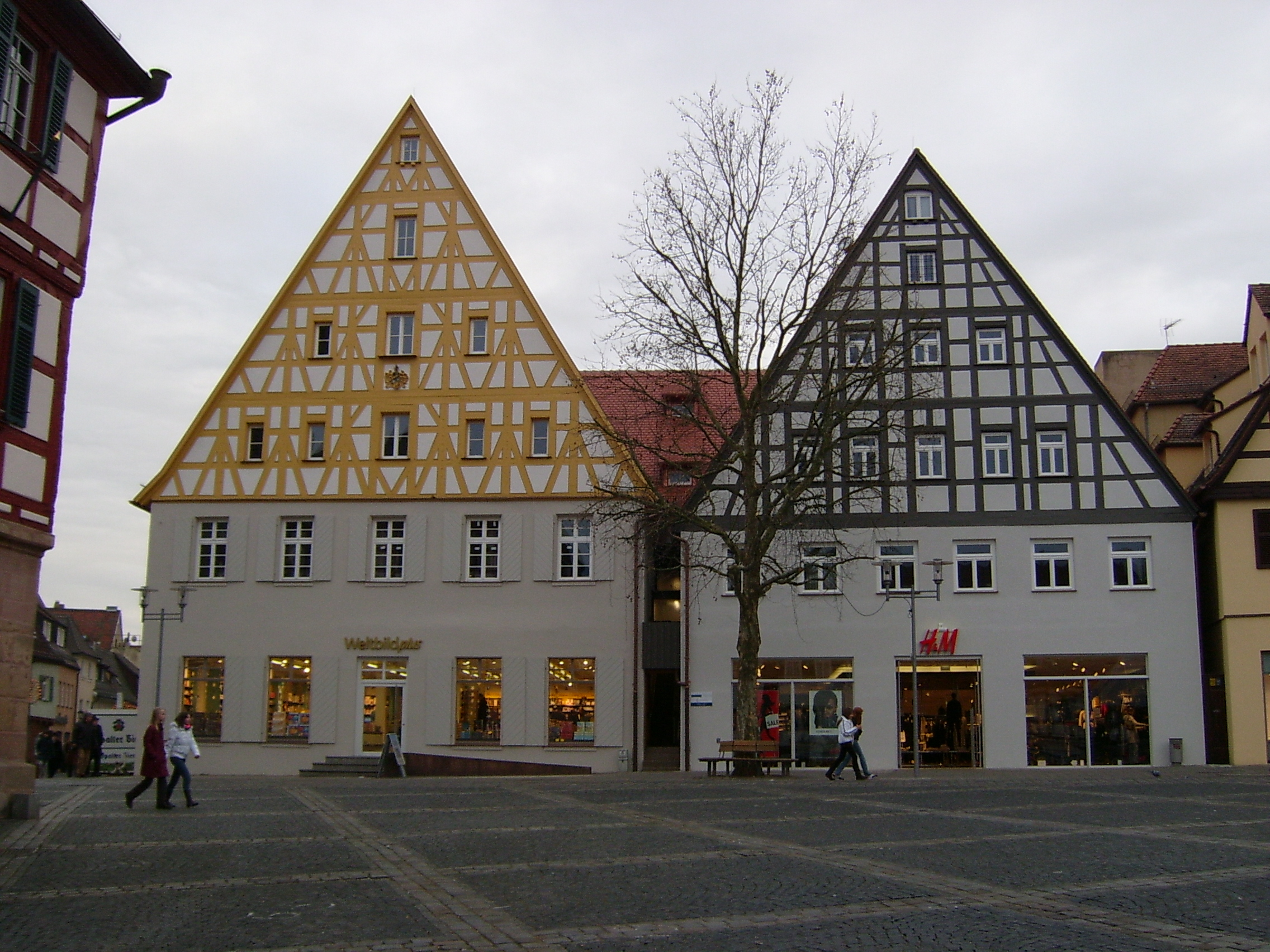
Oberamtshaus (links) vom Königsplatz

Das Hüttlinger ist seit 2007 die Bezeichnung für eine Laden- und Einkaufspassage auf dem Grundstück der früheren Firma Johann Leonhard Hüttlinger in der Rathausgasse von Schwabach.

## Geschichte
Gebäude Königsplatz 21:
Erstbesitzer war Friedrich Linck (um 1300).
1529 wurde es als „Oberamtshaus“ für den jeweiligen markgräflichen Oberamtmann umgebaut.
1660, nach dem Dreißigjährigen Krieg, musste man einen Neubau errichten, vom Ursprungsbau blieb nur der Keller erhalten.
Auf dem steinernen Sockel des Untergeschosses wurde ein riesiges Fachwerkhaus erbaut, das heute noch an der Ecke Königsplatz, Rathausgasse steht.
Eine Steintafel, früher im Inneren Hof, vor 1900 an der Ostseite des Hauses angebracht, berichtet: „Anno Christi 1660, bei Regierung des durchlauchtigsten hochgeborenen Fürsten und Herren, Albrechten, Markgrafen zu Brandenburg, zu Magdeburg, zu Preußen, zu Stettin, Pommern, der Cassuben und Wenden, auch in Schlesien, zu Crossen und Jägerndorf, Herzog, Burggrafen zu Nürnberg, Fürsten zu Halberstadt und Münden, dies Haus von Grund aus umgebaut wurde“.
Der gesamte Komplex war für den Oberamtmann zum Amtssitz geworden, der genügend Platz für Dienerschaft und Pferde bot. Außerdem richtete man für den Markgrafen über dem Durchgang zum Hof ein „Tafelzimmer“ ein, das 1768 dem Hof zu um die Breite der Galerie erweiterte.
Ab 1685 wurde das Gebäude als Tapisserie (Tapetenwirkerei) genutzt.

## Firma Hüttlinger
Den Namen Hüttlinger erhielt der Komplex durch den letzten Vorbesitzer im neu angebauten Industrieteil des Gebäudes in der Rathausgasse und der angrenzenden Südlichen Mauerstraße, der Firma Joh. Leonh. Hüttlinger, die hier bis vor wenigen Jahren ansässig war.
Die Firma Hüttlinger betrieb seit 1778 in Roth eine Fabrikation von leonischen Waren und Eisendrähten. Gründer war der Schwabacher Johann Leonhard Hüttlinger (1752–1822). Diese Firma wurde 1852 in das Gebäude an der Rathausgasse in Schwabach verlegt. Im Jahre 1981 ging die Firma
„Joh. Leonh. Hüttlinger, Draht- und Federnfabrik“ von Fritz Hüttlinger auf den letzten Besitzer Hans Leo Hüttlinger über. Nach dem wirtschaftlichen Niedergang der Firma in den 1990er Jahren standen die Gebäude der Fabrikation lange leer.
Durch Initiative privater Investoren wurde 2007 der Gebäudekomplex umfassend renoviert und als Einkaufs-, Wohn- und Gastronomiezentrum wiedereröffnet.